# مهسا صابری
مهسا صابری (انگلیسی: Mahsa Saberi، زاده ۲۵ بهمن ۱۳۷۱ در گرگان)؛ بازیکن تیم ملی والیبال زنان ایران است. وی در سال ۱۳۹۷ به همراه مونا آشفته به لیگ یک ترکیه و باشگاه بالیکسیر دی اس آی ترکیه پیوست و هم‌اکنون بازیکن سریک گنبد می‌باشد. وی سابقه بازی در تیم بانک سرمایه و قهرمانی در لیگ برتر ایران را نیز دارد. وی در پست دریافت کننده قدرتی زن بازی می‌کند.

## افتخارات ورزشی
لیگ برتر والیبال کشور:
- قهرمانی: لیگ ۱۳۹۵ (بانک سرمایه)، لیگ ۱۳۹۲ و لیگ ۱۳۹۴ (گاز تهران)